# Szklary-Huta
Szklary-Huta – osada w Polsce położona w województwie dolnośląskim, w powiecie ząbkowickim, w gminie Ząbkowice Śląskie. 
Znajduje się tutaj nieczynna kopalnia niklu, chryzoprazu i opalu, która jest atrakcją turystyczną.
W latach 1975–1998 miejscowość należała administracyjnie do województwa wałbrzyskiego.

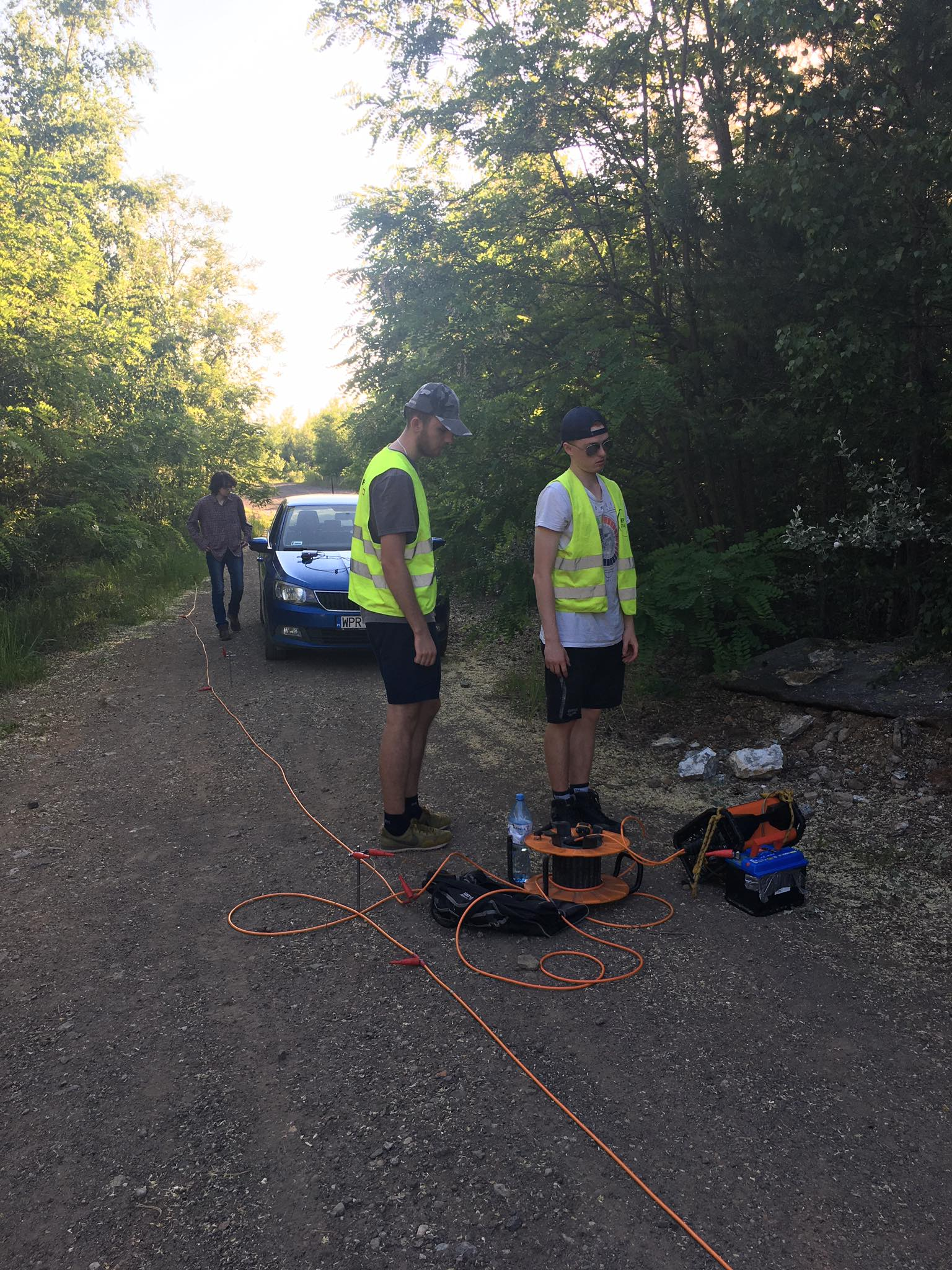
Badania geofizyczne metodą ERT na terenie dawnej kopalni w Szklarach w czerwcu 2021